# Astragalus adpressipilosus
Astragalus adpressipilosus är en ärtväxtart som beskrevs av Nikolai Fedorovich Gontscharow. Astragalus adpressipilosus ingår i släktet vedlar, och familjen ärtväxter. Inga underarter finns listade i Catalogue of Life.